# Lidová strana (Španělsko)

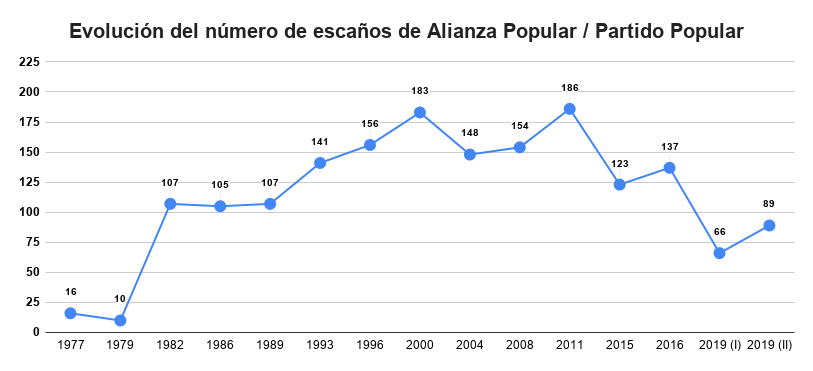
Vývoj počtu poslaneckých křesel získaných Lidovou aliancí (1977-1989) a Lidovou stranou (1989-2004) ve španělských volbách

Lidová strana (španělsky Partido Popular, zkratka PP) je konzervativní politická strana ve Španělském království. PP byla až do listopadu 2011 největší opoziční stranou v Poslanecké sněmovně. Lidová strana, do roku 1989 Lidová aliance, je středo-pravicová strana, sama používající označení „středo-reformistická“. Má přibližně 806 000 členů a podle jejích odhadů je španělskou politickou stranou s nejvíce členy.
Má také zastoupení ve všech autonomních společenstvích.
V různých zemích mimo Španělsko existují skupiny, které poskytují svoji podporu v politických otázkách týkajících se Španělska. Uvnitř PP jsou označovány „PP Exterior“ (vnější PP).
PP tvoří část Evropské lidové strany (EPP), Centristické demokratické internacionály a Mezinárodní demokratické unie. Její mládežnická organizace je Nová generace Lidové strany (NNGG).
Na národním sjezdu v roce 2004 byl Mariano Rajoy jmenován předsedou strany, José María Aznar čestným předsedou a Ángel Acebes generálním tajemníkem. V červenci 2018 se novým předsedou strany stal Pablo Casado.  2. dubna 2022 byl, na 20. sjezdu strany, zvolen předsedou Alberto Núñez Feijóo, a stal se tak lídrem opozice.

## Korupční skandál
Podle dokumentů, které zveřejnil v roce 2013 španělský deník El País, dostávali španělský premiér Mariano Rajoy a další členové vládní Lidové strany peníze z tajných účtů ve Švýcarsku. Bývalý pokladník Lidové strany Luis Bárcenas byl vzat do vazby a v roce 2017 stanul před soudem. Rajoy veškerou vinu popírá a odmítl výzvy opozičních politiků, aby odstoupil z funkce španělského premiéra. V korupční kauze Gürtel bylo obžalováno několik desítek lidí.

## Volby

### Parlamentní volby
| Volby     | Hlasy v % | Změna   | Poslanecká sněmovna | Poslanecká sněmovna | Senát   | Senát |
| Volby     | Hlasy v % | Změna   | Mandáty             | Změna               | Mandáty | Změna |
| --------- | --------- | ------- | ------------------- | ------------------- | ------- | ----- |
| 1989      | 25,83 %   | —       | 107                 | —                   | 89      | —     |
| 1993      | 34,82 %   | ▲ 8,99  | 141                 | ▲ 34                | 102     | ▲ 13  |
| 1996      | 38,74 %   | ▲ 3,92  | 156                 | ▲ 15                | 133     | ▲ 20  |
| 2000      | 45,24 %   | ▲ 6,5   | 183                 | ▲ 27                | 150     | ▲ 17  |
| 2004      | 38,25 %   | ▼ 6,99  | 148                 | ▼ 35                | 126     | ▼ 24  |
| 2008      | 40,57 %   | ▲ 2,32  | 154                 | ▲ 6                 | 101     | ▲ 25  |
| 2011      | 44,62 %   | ▲ 4,05  | 186                 | ▲ 32                | 136     | ▲ 35  |
| 2015      | 28,72 %   | ▼ 15,9  | 123                 | ▼ 63                | 124     | ▼ 12  |
| 2016      | 33,03 %   | ▲ 4,31  | 137                 | ▲ 14                | 130     | ▲ 6   |
| 2019 (IV) | 16,70 %   | ▼ 16,33 | 66                  | ▼ 74                | 54      | ▼ 76  |
| 2019 (XI) | 20,80 %   | ▲ 4,1   | 89                  | ▲ 23                | 83      | ▲ 29  |
| 2023      | 33,10 %   | ▲ 12,3  | 137                 | ▲ 48                | 120     | ▲ 37  |

### Evropské volby
| Volby | Hlasy v % | Mandáty | Změna |
| ----- | --------- | ------- | ----- |
| 1989  | 21,41 %   | 15      | ▼ -2  |
| 1994  | 40,12 %   | 28      | ▲ 13  |
| 1999  | 39,74 %   | 27      | ▼ -1  |
| 2004  | 41,21 %   | 24      | ▼ -3  |
| 2009  | 42,72 %   | 24      | ▬ 0   |
| 2014  | 26,1 %    | 16      | ▼ -8  |
| 2019  | 20,1 %    | 12      | ▼ -4  |
| 2024  | 34,2 %    | 22      | ▲ 9   |